# 多伯许茨
多伯许茨（德語：Doberschütz）是德国萨克森州的市镇，隶属于北萨克森县。总面积为79.81平方千米，截至2023年12月31日总人口为4,091人。